# Petemathis
Genre
Petemathis est un genre d'araignées aranéomorphes de la famille des Salticidae.

## Distribution
Les espèces de ce genre sont endémiques des Antilles. Elles se rencontrent à Porto Rico et à Cuba.

## Liste des espèces
Selon World Spider Catalog (version 18.0, 03/05/2017) :
- Petemathis luteopunctata (Petrunkevitch, 1930)
- Petemathis minuta (Petrunkevitch, 1930)
- Petemathis portoricensis (Petrunkevitch, 1930)
- Petemathis tetuani (Petrunkevitch, 1930)
- Petemathis unispina (Franganillo, 1930)

## Publication originale
- Prószyński & Deeleman-Reinhold, 2012 : Description of some Salticidae (Aranei) from the Malay archipelago. II. Salticidae of Java and Sumatra, with comments on related species. Arthropoda Selecta, vol. 21, no 1, p. 29-60 (texte intégral).